# Darna Mana Hai
Darna Mana Hai (en hindi: डरना मना है, en urdu: ڈرنا منع ہے‎, en inglés: Getting Scared is Forbidden, en español: El Miedo esta Prohibido) es una película antológica de horror y aventuras india de 2003. Fue considerado un intento único e innovador por Ram Gopal Varma y Prawaal Raman de proporcionar al público indio una película de terror que consta de seis historias cortas diferentes. En ella trabajaron estrellas de Bollywood como Saif Ali Khan, Vivek Oberoi, Aftab Shivdasani, Shilpa Shetty, Sameera Reddy, Isha Koppikar, Nana Patekar, Sohail Khan, y más actores. Su premisa básica es libremente inspirada en la película Campfire Tales.

## Argumento
Darna Mana Hai entrelaza seis historias en una película. Siete amigos quedan atrapados en medio de un bosque cuando su coche se descompone, y todos ellos excepto Vikas encuentran refugio en una casa abandonada. Para entretenerse, se cuentan historias sobrenaturales y de terror que han escuchado alrededor de una hoguera.

### 1.erahistoria - En el Camino
La primera historia gira en torno a un matrimonio, Karan (Sohail Khan) y Anjali (Antara Mali), que se quedan atrapados en medio de un bosque. Después de que su coche de repente se detiene, Karan sale a investigar el problema. Después de su desaparición y sus constantes gritos de ayuda desde el bosque desolado, Anjali sale y corre hacia el bosque para rescatarlo. Encuentra la antorcha de Karan cubierta de sangre y es acosada por una persona invisible o un ser sobrenatural. En pánico, Anjali corre y encuentra una mano que sale de un pantano. Entonces se aterra al descubrir que la mano lleva un reloj idéntico al de su marido. Después de varios intentos fallidos de rescatarlo, la mano desaparece. Alguien se arrastra sobre ella y cuando Anjali grita, resulta ser Karan. Karan parece estar completamente bien y se comporta normal mientras Anjali, gimiendo, intenta decirle que lo oyó gritar. Sin embargo, Karan le dice que la oyó gritar desde el bosque cuando fue a recoger agua. Ella mira la antorcha que encontró, que de repente está limpia, sin rastros de la sangre con la que estaba cubierta. Luego se apresura a regresar al coche con Karan, diciéndole que tenían que irse de allí. Después de arreglar rápidamente el problema del coche con el agua, Karan y Anjali suben al coche y salen apresuradamente. Después de ver el estado de angustia y preocupación de Anjali, Karan la rodea con los brazos mientras ella se inclina sobre él y cierra los ojos. Él entonces sonríe y mira en el espejo retrovisor del coche, en el cual su reflejo no es visible y Anjali parece estar apoyada en nada.
Después de esta historia, uno de los amigos que se asusta regresa al coche.

### 2.dahistoria - No Fumar
La segunda historia es sobre un fotógrafo, Anil (Saif Ali Khan), que se queda en una posada de camino a Bombay. El gerente y propietario (Boman Irani) del establecimiento es un hombre extraño y excéntrico que insiste en que el fumar está totalmente prohibido en su posada. Cuando Anil intenta salir a fumar, el hombre lo para, diciéndole sobre las enfermedades que acompañan el fumar. El propietario entonces encierra a Anil dentro de la casa de campo y le dice que en cuestión de meses él puede curar su adicción al tabaco. El propietario lleva a Anil a un sótano y le muestra montones de cadáveres, diciéndole que trató de evitarlos, pero estas personas no dejaron de fumar. Después de unos meses, Anil se ve ahora trabajando en la posada, actuando de forma extraña y excéntrica. Cuando un cliente entra fumando y le pide una habitación, Anil le dice que fumar está terminantemente prohibido. Cuando el cliente muestra indiferencia, Anil procede a dispararle al hombre con una pistola. La historia termina con Anil y el propietario sentados juntos, sonriendo y viendo un comercial sobre los efectos del tabaquismo.
Después de esta historia, un segundo amigo en el grupo alrededor de la hoguera va al coche en busca de una manta. Cuando ella sale, el cuerpo de la primera chica que dejó la hoguera aparece. La segunda muchacha es perseguida alrededor del bosque, capturada y apuñalada por un asaltante invisible.

### 3.erahistoria - Deberes
La tercera historia trata sobre un maestro de escuela (Raghuvir Yadav), que se enfrenta a una estudiante, Pramila, que siempre es castigada por no terminar su tarea. Un día, cuando el maestro le pide que extienda su mano para castigarla (suponiendo que no hizo su tarea como siempre), la chica pone su tarea sobre la mesa. Pero su tarea suscita una extraña reacción en el maestro. Todos los días después de este, el incidente se repite poniéndolo cada vez más ansioso. Ante una sugerencia de un compañero de trabajo que podría estar recibiendo ayuda de los padres o de una matrícula, el maestro llama a la madre de Pramila. Ella niega ayudar a su hija. Luego pregunta sobre el signo Om que Pramila dibuja en cada página de su tarea. La madre se encoge de hombros, lo que obliga al profesor a abandonar el tema. Más tarde, decide ir a la casa de Pramila. El maestro la confronta y le explica que una vez asesinó a su inteligente amigo por celos y piensa que Pramila es la reencarnación de su amigo. Dice que dibujó el signo de Om para demostrarlo. Pero se da cuenta de lo loco que suena el asunto y pide disculpe. En el camino de vuelta a casa, se enfrenta al fantasma de su amigo de la infancia, que le hace saber que «usted no está loco [todavía]. Pero lo estará.» A la mañana siguiente, el maestro pierde su cordura y sigue escribiendo lecciones de matemáticas básicas en la calle.
Después de contar esta historia, otro amigo del grupo deja la hoguera para ir a buscar a las chicas que los habían dejado hace ya tiempo. Llega al coche para descubrir a Vikas muerta por el cuchillo que tenía en la mano. Cuando regresa para avisar a sus amigos también fue atacado por el misterioso atacante.

### 4.tahistoria - Manzanas
La cuarta historia se centra en un ama de casa (Shilpa Shetty), que va a un mercado y se encuentra con un proveedor de manzanas que las vende a 10 rupias, en comparación con todos los demás que venden manzanas a 30 rupias. Ella compra las manzanas del vendedor (Rajpal Yadav) pero su comportamiento y conducta la inquieta. Cuando llega a casa, su marido (Sanjay Kapoor) come una de las manzanas y la encuentra muy sabrosa. La esposa se preocupa de que algo le pueda pasar después de comer las manzanas, ya que alberga sospechas sobre el vendedor. A la mañana siguiente, cuando se despierta, se sorprende al encontrar una manzana junto a ella en lugar de su marido. Ella corre afuera y se asombra de ver manzanas por todas partes en el suelo, siendo que aparentemente cada persona que ha comido una manzana se ha convertido en una. El vendedor entonces aparece con una mirada malvada, ofreciéndole su última manzana gratis.

### 5.tahistoria - Elevación Fantasmal
En la quinta historia un anciano llamado John (Nana Patekar) está de pie en un cementerio. Un joven con gafas de sol, Amar (Vivek Oberoi), conduce un auto y deja subir a John. Amar le pregunta a John por qué estaba en el cementerio, ya que piensa que la esposa de John está muerta, así que podría haber venido a visitar su tumba. Pero John dice que es realmente él quien está muerto. Amar lo descarta como una broma. Después de una larga conversación, Amar se irrita por el extraño comportamiento de John. Amar luego detiene el auto, sale y le pide a John que salga. John explica que trabaja para MTV Bakra (un programa similar a Punk'd) y Amar es la primera persona que no se asusta. Amar dice que no estaba asustado porque sabía de antemano que John no era un fantasma. Dice que lo sabía porque él mismo es un fantasma. John piensa que ahora es Amar quien está tratando de jugarle una broma. Entonces, Amar se quita las gafas de sol, revelando que sus ojos son huecos, antes de desaparecer. Cuando John ve esto, muere de shock.
De vuelta a la hoguera, al final de la quinta historia, sólo quedan dos amigos, ya que ninguno de los cinco han regresado. Los dos comienzan a hablar de otras cosas cuando un hombre aparece repentinamente, sentado en una esquina. El hombre extraño (revelado como Sushant Singh) se acerca a los dos y les dice que ha escuchado las cinco historias. Le pide al muchacho que cuente una historia, así que narra lo siguiente.

### 6.tahistoria -Stop/Move
La sexta y última historia es sobre un joven estudiante, Purab (Aftab Shivdasani), y su interés amoroso, Abhilasha (Isha Koppikar). Purab contempla el suicidio porque Abhilasha lo rechaza y nadie en su universidad le gusta. Tristemente se ríe de no ser especial delante de un ídolo. Más tarde, descubre que ha desarrollado una capacidad extraordinaria, por lo cual puede inmovilizar a una persona en particular, simplemente diciendo "Stop" hacia esa persona. Purab usa su habilidad para congelar a Abhilasha, y también a un gran número de estudiantes de su universidad. Abhilasha, asustada por el poder de Purab, acepta salir con él. Después de eso, Purab va a su casa y usa su poder sobre su padre camino a su habitación. En su habitación, él, con deleite de su habilidad, comienza a hacer planes para usar su poder. Mientras mira en el espejo, dice "Stop", que lo congela en el acto. Su padre lo encuentra así en su habitación, con una sonrisa victoriosa congelada en su rostro. De inmediato es llevado al hospital, pero todo es en vano.

### Final
El hombre extraño, complacido, le dice a los dos amigos que ahora es su turno de contar una historia. Él les va a contar una historia con la que están familiarizados.
Un grupo de siete amigos viajaba cuando su coche se rompe una noche. Buscan refugio bajo una cabaña arruinada y empiezan a contar historias entre sí para matar el tiempo. Después de cada historia, un amigo del grupo (supuestamente asustado) sale al bosque y es asesinado, uno por uno, hasta que sólo quedan dos, los dos amigos que han dejado de contar historias a los demás, y el asesino, que ahora está aburrido, sale a por ellos. El asesino parece ser el mismo hombre extraño que está narrando esta historia. Él dice que su única razón de asesinar a estas personas es el miedo, ya que no puede soportar ver a gente asustada.
El hombre entonces mata al muchacho. La chica, Shruti (Sameera Reddy), corre al bosque tan rápido como puede pero el asesino la alcanza y la apuñala. Ella logra matar al hombre antes de caer inconsciente.
Cuando amanece, Shruti despierta y camina hasta la carretera principal para encontrar que el lugar está repleto de policías y los cuerpos de sus amigos están siendo llevados a las ambulancias. Luego ve al asesino parado junto a un coche, sonriendo. Shruti señala al hombre y trata de decirle a la policía que es el asesino, pero la policía parecen no oírla ni verla. El asesino apunta a un cuerpo, que ella sorprendentemente descubre que es el suyo. Ella se da cuenta de que ella también está muerta y ahora es un fantasma, y mira sus cuerpos siendo quitados con lágrimas en sus ojos. Mientras mira, se une a los fantasmas de sus amigos y el del asesino.

## Taquilla y recepción
Darna Mana Hai, que fue estrenada en julio de 2003, fue una de las películas más aclamadas de ese año. Recibió calificaciones de cuatro estrellas por muchos críticos y se llamó una película de culto de última momento. Fue llamado un intento radical y atrevido en el cine de la nueva era y recibió elogios por la brillante ejecución de la dirección y los actores.
Darna Mana Hai fue estrenada en el 90% en todos los cines de India y recuperó su costo de producción en los tres días iniciales; luego de eso fue declarada un éxito.

## Reparto
- Sameera Reddy es Shruti.
- Gaurav Kapoor es Romi.
- Peeya Rai Chowdhary
- Antara Mali es Anjali.
- Saif Ali Khan es Anil Manchandani.
- Shilpa Shetty es Gayathri.
- Vivek Oberoi es Amar.
- Sohail Khan es Karan.
- Sanjay Kapoor es Sanjay.
- Raghuvir Yadav es Dayashankar Pandey (profesor).
- Revathi es la madre de Pramila.
- Rajpal Yadav es un proveedor de manzanas.
- Boman Irani es el dueño del hotel.
- Nana Patekar es John Rodrigues.
- Aftab Shivdasani es Purab.
- Isha Koppikar es Abhilasha.
- Sushant Singh es el asesino serial.
- Malavika es Neha.
- Rahul Singh es Dev.

## Personal
- Director: Prawaal Raman
- Productores: Ram Gopal Varma
- Distribuidora: K Sera Sera, Farhat Corporation Ltd.
- Fotografía: Vishal Sinha
- Acción: Allan Amin
- Arte: Sunil Nigvekar
- Editor: Amit Parmar, Nipun Gupta
- Guion: Atul Sabharwal, Abbas Tyrewala
- Diálogos: Atul Sabharwal, Abbas Tyrewala
- Historia: Atul Sabharwal, Abbas Tyrewala, Rajneesh Thakur
- Música: Salim - Sulaiman

## Banda sonora
La banda sonora cuenta con seis canciones compuestas por Salim-Sulaiman, con letra de Lalit Marathe.
Lista de canciones:

| N.º   | Título                     | Música                                        | Duración |  |
| 1.    | «Darna Mana Hai»           | Sunidhi Chauhan, Ninad Kamat, Naresh Kamat    | 4:20     |  |
| 2.    | «Darna Mana Hai Remix»     | Sunidhi Chauhan, Ninad Kamat, Naresh Kamat    | 4:15     |  |
| 3.    | «Homework»                 | Clinton Cerejo, Aparna Jha, Vijay             | 5:11     |  |
| 4.    | «Jo Dar Gaya Voh Mar Gaya» | Sunidhi Chauhan, Salim Merchant, Naresh Kamat | 4:45     |  |
| 5.    | «No Smoking»               | Ravi Khote                                    | 4:56     |  |
| 6.    | «Stop»                     | Sonu Nigam, Sunidhi Chauhan                   | 4:27     |  |
| 27:54 |                            |                                               |          |  |